# Viktor Svedberg
Viktor Svedberg (* 24. Mai 1991 in Göteborg) ist ein kasachisch-schwedischer Eishockeyspieler, der zuletzt bis zum Saisonende 2024/25 beim HC Pustertal aus der ICE Hockey League unter Vertrag stand. Er gilt als Verteidiger, der sich aufgrund seiner Statur – mit über zwei Metern Körpergröße gehörte Svedberg zu den größten Akteuren in der NHL – insbesondere durch Zweikampfstärke und Körperspiel hervortut sowie häufig Einsatzzeiten in Unterzahlsituationen erhält.

## Karriere

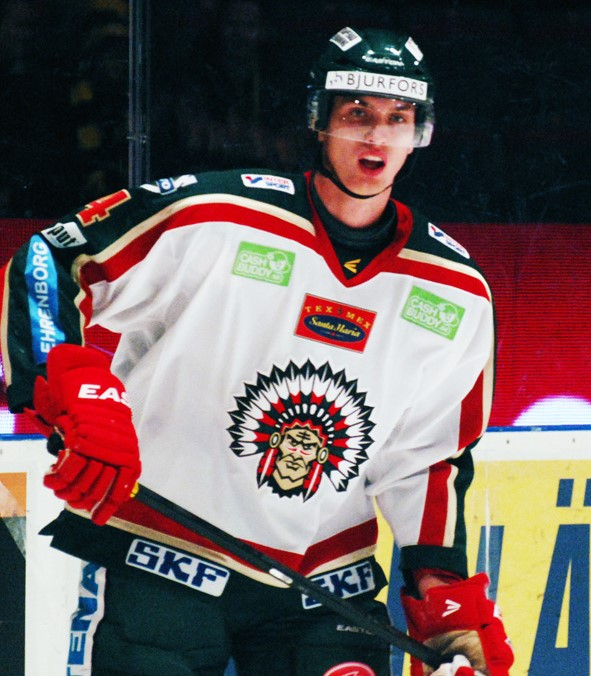
Svedberg im Trikot des Frölunda HC (2012)

Svedberg spielte zu Beginn seiner Karriere zunächst zwischen 2007 und 2009 in den Nachwuchsmannschaften des Rögle BK. Anschließend wechselte er in die Jugendabteilung des Frölunda HC, wo er in der Saison 2010/11 erstmals neun Einsätze für die erste Mannschaft in der Elitserien erhielt. In den folgenden zwei Spielzeiten konnte sich der Defensivspieler im Team von Frölunda etablieren und bestritt insgesamt 96 Partien.
Im Sommer 2013 entschied sich Svedberg für ein Engagement in Nordamerika und unterschrieb zunächst einen Vertrag bei den Rockford IceHogs aus der American Hockey League (AHL), erhielt aber bereits nach vier Spielen einen Kontrakt von der angehörigen National-Hockey-League-Organisation Chicago Blackhawks. In der Spielzeit 2013/14 lief der Schwede erneut beim Farmteam in Rockford auf, absolvierte jedoch aufgrund mehrerer Verletzungen lediglich 35 Spiele. Auch im folgenden Jahr musste er einige Wochen verletzungsbedingt pausieren, brachte es jedoch auf 49 Saisonspiele in der AHL. Im August 2015 wurde sein Vertrag um ein weiteres Jahr verlängert und nach einer guten Saisonvorbereitung war Svedberg zu Beginn der Spielzeit 2015/16 fester Bestandteil im Kader der Blackhawks. Aufgrund der Ausfälle von Duncan Keith und Michal Rozsíval erhielt der Defensivspieler eine Vielzahl an Einsatzminuten und spielte in einer Verteidigerpaarung mit dem etablierten Brent Seabrook. Am 16. Oktober gelang ihm im Spiel gegen die Washington Capitals sein erster Torerfolg in der höchsten Spielklasse Nordamerikas. Nach Gesunden der Stammverteidiger kehrte Svedberg zu den IceHogs zurück und erhielt in den folgenden zwei Spielzeiten keine Einsätze in der NHL.
Nach der Saison 2017/18 wurde sein auslaufender Vertrag in Chicago nicht verlängert, sodass er sich ab Juli 2018 auf der Suche nach einem neuen Arbeitgeber befand. Im November 2018 wurde er vom Linköping HC verpflichtet, wechselte aber Anfang Dezember zu Barys Astana in die Kontinentale Hockey-Liga (KHL). Dort war der Schwede fast drei Jahre bis zum Sommer 2021 aktiv und nahm währenddessen auch die kasachische Staatsbürgerschaft an. Auf die Saison 2021/22 hin wechselte Svedberg innerhalb der Liga zum Armeesportklub HK ZSKA Moskau, ehe er im Dezember desselben Jahres zum amtierenden Meister HK Awangard Omsk transferiert wurde. Dort spielte der gebürtige Schwede bis zum Ende der Saison 2022/23. Erst im Oktober 2023 fand er durch einen Probevertrag im HC Lugano aus der Schweizer National League einen neuen Arbeitgeber. Ein langfristiges Engagement oder gar Einsatzzeit kamen für den gebürtigen Schweden aber nicht zustande. Im Januar 2024 erhielt er schließlich einen Vertrag beim HK Poprad aus der slowakischen Extraliga. Bis zum Ende der Spielzeit 2023/24 kam der Verteidiger zu 14 Einsätzen. Im Oktober 2024 wurde er aufgrund der Verletzung von Gustav Bouramman vom italienischen Klub HC Pustertal aus der ICE Hockey League verpflichtet. Nach dem Saisonende 2024/25 erhielt er dort jedoch keinen weiterführenden Vertrag.

### International
Noch in der Saison 2018/19 gab Svedberg sein Debüt in der schwedischen Nationalmannschaft und absolvierte in dieser Spielzeit zehn Länderspiele für die Skandinavier, darunter auch zweimal im Rahmen der Euro Hockey Tour. Später ließ er sich jedoch in Kasachstan einbürgern und spielte bei der Weltmeisterschaft 2021, bei der die Kasachen mit dem zehnten Platz das bisher beste Resultat ihrer WM-Geschichte erreichten, erstmals für seine neue Heimat. Ein Jahr später gehörte der Verteidiger bei der Weltmeisterschaft 2022 erneut zum kasachischen Aufgebot.

## Erfolge und Auszeichnungen
- 2010 European-Junior-Trophy-Gewinn mit dem Frölunda HC
- 2011 Schwedischer U20-Meister mit dem Frölunda HC
- 2019 KHL-Verteidiger des Monats Januar

## Karrierestatistik
Stand: Ende der Saison 2023/24

### International
Vertrat Kasachstan bei:
- Weltmeisterschaft 2021
- Weltmeisterschaft 2022

(Legende zur Spielerstatistik: Sp oder GP = absolvierte Spiele; T oder G = erzielte Tore; V oder A = erzielte Assists; Pkt oder Pts = erzielte Scorerpunkte; SM oder PIM = erhaltene Strafminuten; +/− = Plus/Minus-Bilanz; PP = erzielte Überzahltore; SH = erzielte Unterzahltore; GW = erzielte Siegtore; 1 Play-downs/Relegation; Kursiv: Statistik nicht vollständig)